# برنت دبليو جيت
برنت دبليو جيت (بالإنجليزية: Brent W. Jett Jr.)‏ (و. 1958 – م) هو ضابط، ورائد فضاء، وطيار من الولايات المتحدة الأمريكية . ولد في بونتياك .

## ريادة الفضاء
شارك في المهمات الفضائية:
- STS-115[3]
- STS-97[3]
- STS-72[3]
- STS-81.[3]

## الخدمة العسكرية
خدم في بحرية الولايات المتحدة.

## جوائز
حصل على جوائز منها:
- جائزة الشجاعة طيران.